# Rhorus longigena
Rhorus longigena är en stekelart som först beskrevs av Thomson 1883.  Rhorus longigena ingår i släktet Rhorus och familjen brokparasitsteklar. Arten är reproducerande i Sverige. Inga underarter finns listade i Catalogue of Life.